# ITV News

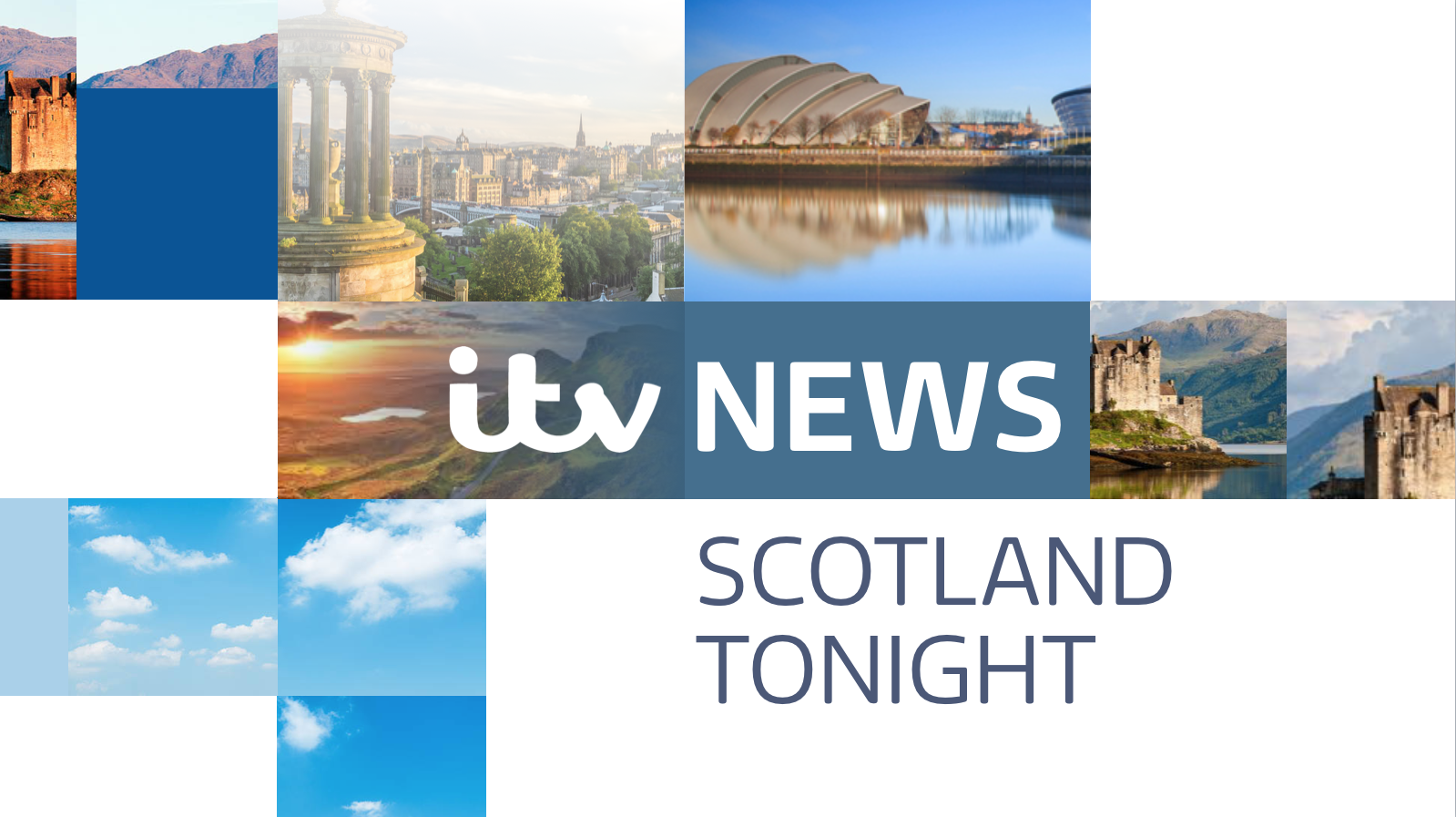
Noticiero de ITV News en Escocia.

ITV News es una cadena de televisión de noticias británica ITV 1 que lleva en activo desde 1955, con telediarios producidos por Independent Television News. La cobertura del canal de noticias ha ganado premios de la Royal Television Society, Premios Emmy y BAFTA. Entre 2004 y 2008, la ITV Evening News ostentaba el título de "Programa de estrategia en tiempo real de Noticias del Año". El buque insignia de ITV News at Ten ha ganado numerosos premios BAFTA, el más reciente en junio de 2010.
ITV News tiene la segunda audiencia televisiva de noticias más grande en el Reino Unido, solamente superada por la BBC. Sin embargo, su presupuesto anual de 43,000,000 £ es superado por el de la financiación pública BBC, que gasta £ 89,500,000 anualmente en la obtención de noticias, además de otros £ 23,100,000 en su canal de noticias del balanceo.
ITV News tiene una de las mayores audiencias de televisión para las noticias en el Reino Unido, con sus cifras de audiencia de todos sus programas principales cuentan por millones. BBC News es el único proveedor de otras noticias que tiene mayor índices de audiencia. Otras cadenas como Sky News, Channel 4 news y  5News Cuentan sus audiencias en cientos de miles de personas.
Cada día de la semana, ITV News se emite los tres principales en la red de ITV a las 1:30 p. m., 6:30 p. m. y 10:00 p. m. junto con un resumen  a las 11:25. Los Fines de Semana emiten un resumen de la hora del almuerzo y dos boletines se emiten por la noche el sábado y domingo en diferentes intervalos de tiempo. Además, uno de los primeros boletines de la mañana media hora de duración se transmite todos los días a las 5:30 a. m. para la mayor parte del año, así como un resumen de la noche al aire después de la Zona 
En el caso de cualquier noticia de última hora importante, ITV News interrumpir la programación normal para transmitir un informe de noticias breves o un boletín de rodadura especial.
- Datos: Q4189762
- Multimedia: ITV News / Q4189762